# Scopula unisignata
Scopula unisignata är en fjärilsart som beskrevs av Louis Beethoven Prout 1926. Scopula unisignata ingår i släktet Scopula och familjen mätare. Inga underarter finns listade.